# Јабланички комитски одред
Након окупације Србије и репресалија, које су у првом реду спроводили Бугари, са циљем потпуне бугаризације јужне Србије, јача и жеља народа да пружи отпор. Крајем августа 1916. године Коста Миловановић Пећанац је од штаба Врховне команде српске војске добио задатак да дође на подручје Топлице и Јужне Мораве и да тамо организује обвезнике у војне формације. Петнаестог септембра 1916. године, авионом се спушта у село Механе на Радан планини. У исто време потпоручник Коста Војиновић Косовац, у селу Лепосавић на Ибру, основао је Ибарско-копаонички комитски одред и почео борбу против Аустријанаца и Бугара. У исто време група Црногораца коју су чинили Тошко и Милинко Влаховић, Јован Радовић, Сава Радовић, Милан и Ђура Дрљевић, браћа Милић и Никола Лакићевић долазе на територију Косанице (Радан планина). Након састанка са Пећанцем отишли су у подручје Јабланице да организују четнички покрет, изузев Милана Дрљевића који је остао са Пећанцем. Коста Пећанац и Коста Војиновић су се почетком октобра 1916 године састали у селу Гргуру и постигли договор о даљем организовању четничког покрета.

## Јабланички комитски одреди до фебруара 1917.
Водећу улогу у формирању Јабланичког комитског одреда имали су браћа Влаховићи, Јован Радовић и нешто касније свештеник Димитрије Димитријевић из Ђаковице, који је побегао из бугарског заробљеништва. Поред сеоских чета које су бројале око 50 бораца, прве веће формације организоване су у селу Гајтан, где је почетком новембра оформљен четнички одред од 150 бораца а затим и у Медвеђи од око 100 четника. Овакав начин организовања спроведен је и у области Пусте реке као и у Доњој Јабланици. После оваквог успеха, крајем децембра 1916. приступило се формирању првих четничких батаљона. Најпре је оформљен Туларски четнички батаљон чији је командант био Милан Ђуровић а потом у Боровцу и Други јабланички батаљон са око 150 бораца, чији је командант био Иван Плавшић из истог села. Бројнији батаљон формиран је у Реткоцеру и имао је око 300 бораца. Почетком јануара 1917. у Лебану је формирана чета и подељена је на водове: шумански, великовојловачки, лугарски, поповачко-гргуровачки и клајићки. Како је одзив становништва био масован, а војна организација спроведена у све делове Јабланице(област око реке Јабланице) и Пусте реке, стекли су се услови за формирање Јабланичког комитског одреда са 460 добровољаца, разврстаних у три чете. Одред је имао свој штаб који је командовао свим сеоским четама у Јабланичком срезу. Веза између чета је одржавана куририма. У сваком селу је постојао човек за везу. Убрзо је одред бројао око 1200 бораца. Обука руковања оружјем отпочела је у јануару 1917. године. Штаб Јабланичког комитског одреда имао је организоване чете у сваком селу са најмање 15 бораца. Штаб је покушао да успостави везу и са шиптарским селима, ради укључивања истих у устанак, али сарадња није остварена.

## Јабланички комитски одред након слома устанка
Остатак Јабланичког комитског одреда са око 60 четника, на челу са капетаном Милинком Влаховићем, повукао се према Оруглици и Кукавици. Након неколико сукоба са Бугарском војском, одред се пребацује у подручје села Калуђерица и задржава се на теренима Кукавице. Капетан Влаховић је са одредом, безуспешно покушао да настави дејство у подручју горње Јабланице и Пусте реке и под притиском бугарских потера поново враћа у подручје Кукавице. Тек крајем маја 1917, одред прелази на терен Топлице где се састају Пећанац и Влаховић. Под притиском бугарских потера пребацује се на Јастребац преко Радана и начелник штаба Јабланичког четничког одреда Димитрије Димитријевић. Коста Пећанац остаје на Радан планини. Јабланички комитски одред на челу са Костом Пећанцем напада железничку станицу у Ристовцу крајем априла 1917, прекинувши важну железничку комуникацију према Скопљу. Уследила је јака потера и одред је разбијен на групе. Једна група се вратила у лесковачки крај а друга група, њих 132 на челу са Костом Пећанцем одлази ка Босилеграду(тадашња Бугарска) и чини освету према војницима и цивилима. У јуну 1917 године Пећанац је извршио реорганизацију Јабланичког комитског одреда. На планини Видојевици састао се са војводом Тошком Влаховићем, потпоручником Димитрије Беговићем и капетаном Милинком Влаховићем. За новог команданта Јабланичког комитског одреда постављен је поручник Димитрије Беговић најспособнији Пећанчев војвода коме Бугари из освете затварају жену и четворо деце и живе спаљују. Ни тада не клонувши Беговић и даље наставља борбу. После рањавања у Раданским врлетима остаје усамљен. Прихвата бугарски позив за предају, али када су бугарски официри потрчали не би ли на заробљавању Беговића зарадили више чинове, Беговић излази сав опасан активираним бомбама и попут Стевана Синђелића улази у историју дижући у ваздух и себе и бугарске официре. Место његове погибије и данас се зове Беговићев гроб. Одред се након краћег боравка на територији Бугарске и мањих успеха, враћа у подручје Јабланице у августу 1917. године. Устаници су избегавали отворене борбе са Бугарима, али ипак су успевали да им стално наносе губитке. Другог новембра 1917 године у борби код Власова погинуо је Тошко Влаховић, а средином децембра и Тодор Митић-Слишанче, командир устаничке чете. При покушају преношења извештаја Врховној команди на Солунском фронту заробљени су поп Димитрије,Александар Пипер и Петар Грк и убијени су у Нишкој тврђави. Ипак је извештај стигао до Врховне команде, захваљујући преосталим устаницима. Врховна команда је на основу извештаја наредила да се обуставе све четничке активности на окупираној територији. Задатак да то пренесу, добили су капетан Јован Илић и наредник Синиша Стефановић, пилот. 29. октобра 1917. они се спуштају авионом на простор Пустог Шилова. Авион се на слетању запалио, они су ухваћени од стране Бугара, а потом и стрељани. И поред репресалија које је спроводила бугарска војска а нарочито јединице контрачете — Планински зводови — један мањи део устаника Јабланичког комитског одреда остао је да пружа отпор све до ослобођења.